# Xenopus boumbaensis
Xenopus boumbaensis es una especie de anfibio anuro de la familia Pipidae.

## Distribución geográfica
Esta especie es endémica del sudeste de Camerún. Se encuentra en el departamento de Boumba-et-Ngoko.

## Etimología
El nombre de su especie, compuesto por boumba y el sufijo latín -ensis, significa "que vive, que habita", y le fue dado en referencia al lugar de su descubrimiento, el departamento de Boumba-et-Ngoko.

## Publicación original
- Loumont, 1983 : Deux especes nouvelles de Xenopus du Cameroun (Amphibia, Pipidae). Revue Suisse de Zoologie, vol. 90, n.º 1, p. 169-177[4]